# 帕特森 (喬治亞州)
帕特森（英語：Patterson）是一個位於美國喬治亞州皮爾斯縣的城市。

## 地方資料
根據2020年美國人口普查的數據，帕特森的面積為6.86平方千米，當中陸地面積為6.84平方千米，而水域面積為0.02平方千米。當地共有人口749人，而人口密度為每平方千米109.18人。